# Stadtkirche Bad Salzungen

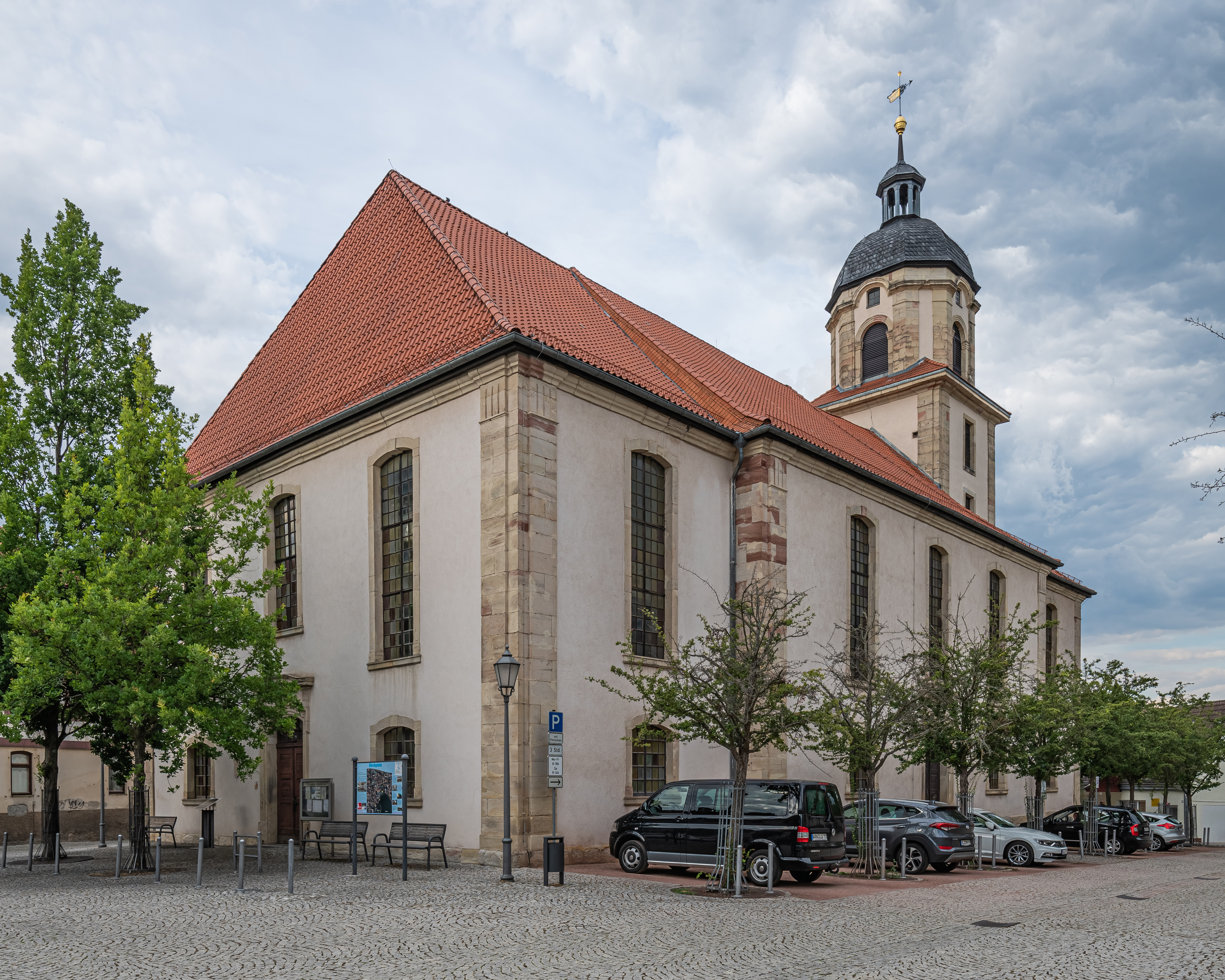
Kirchenschiff-Fassade der Stadtkirche

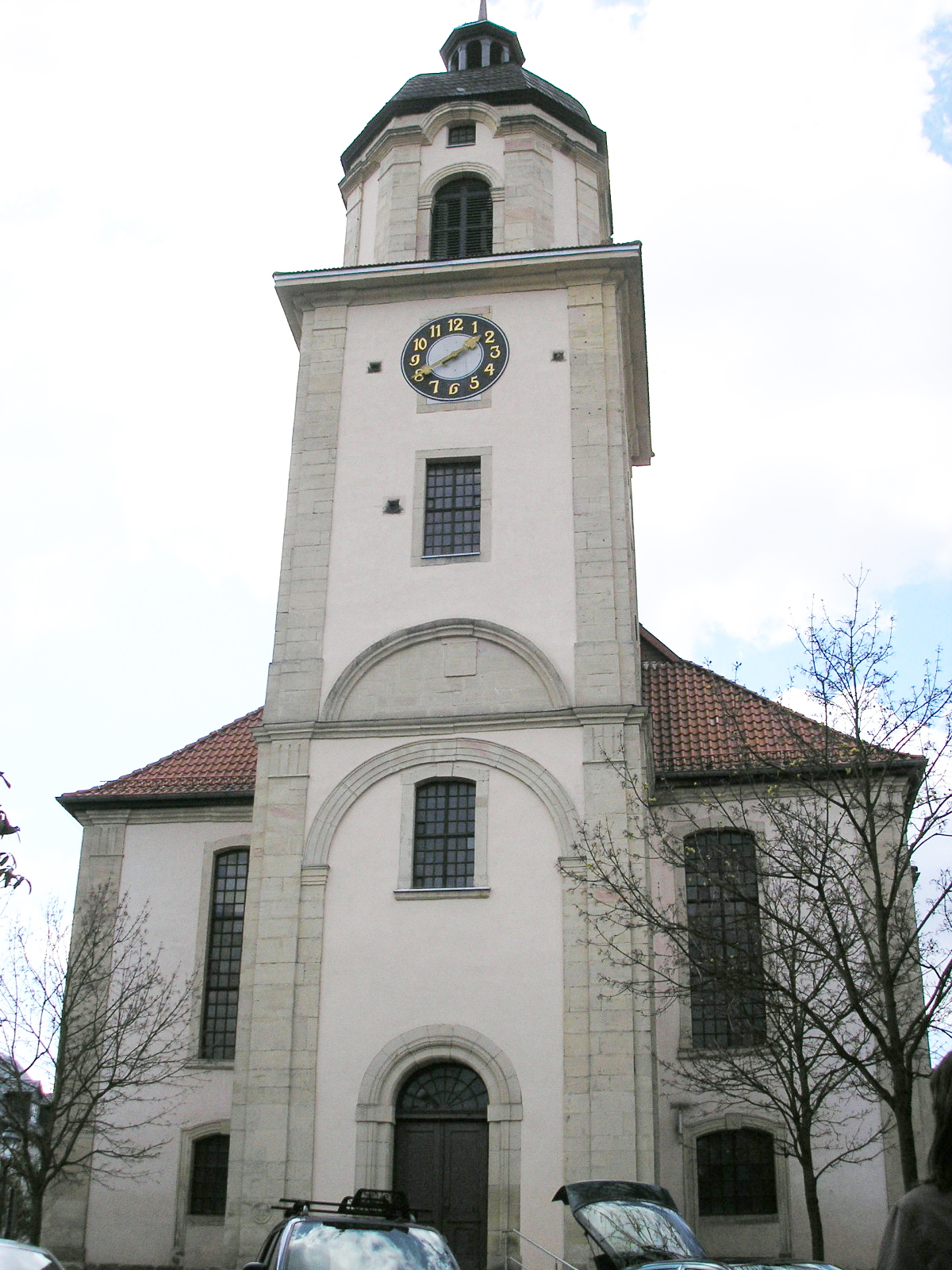
Stadtkirche Bad Salzungen – Ansicht von Turm und Portal

Die evangelische Stadtkirche (auch St. Simplicius) der Kreis- und Kurstadt Bad Salzungen im Wartburgkreis in Thüringen steht im Stadtzentrum auf dem Kirchplatz in unmittelbarer Nähe des Haunschen Hofes. Etwa 100 Meter südöstlich liegt der Burgsee.
Die Kirchengemeinde der Friedenskirche gehört zum Kirchenkreis Bad Salzungen-Dermbach der Evangelischen Kirche in Mitteldeutschland.

## Geschichte
Eine erste Kapelle auf dem Burgberg in Salzungen ist im Jahr 1112 nachweisbar. Der Bau wurde von der Reichsabtei Fulda angeregt, die damals viele Besitzungen in der Stadt hatte. Von daher lässt sich die Widmung auf den Heiligen Simplicius erklären, einen Märtyrer, dessen Reliquien seit dem Frühmittelalter in Fulda verehrt wurden.
Bis 1528 waren die Pröpste vom Kloster Allendorf die Patronatsherren. Wegen des Einsturzes von Mauern musste das Gotteshaus im Jahr 1380 neu errichtet werdenvermutlich im gotischen Baustil. Nach der Einführung der Reformation 1523/24 übernahm der Stadtrat übernahm die Zuständigkeit über die Kirche, die nun als Stadtkirche diente und zur Predigtkirche umgebaut wurde. Im Dreißigjährigen Krieg wurde die Kirche verwüstet. 1643 konnte das Kirchenschiff, 1653 der Kirchturm wieder fertiggestellt werden. Am 5. November 1786 fiel die Kirche einem großen Stadtbrand zum Opfer und wurde bis auf die Grundmauern vernichtet. Ab 1789 wurde eine neue Kirche im klassizistischen Stil durch Georg Veit Koch errichtet und am 3. Advent 1791 eingeweiht. In den Jahren 1908/09 erfolgte ein durchgreifender Umbau.
Von 1992 bis 1993 wurden umfangreiche Sanierungsmaßnahmen am Kirchturm und an der Fassade des Kirchenschiffs ausgeführt. Rücksicht wurde dabei auf eine seit 1983 nachweisbare Dohlenkolonie genommen, in der jährlich drei bis 18 Brutpaare der Dohle, ein bis drei Turmfalkenbrutpaare und gelegentlich auch ein Schleiereulenpaar nisten. Vier Nistkästen wurden durch die Ortsgruppe des NABU am Turm installiert. Die Kennzeichnung der Nestlinge erfolgt seit 1993 durch die Vogelwarte Hiddensee. Von 1993 bis 2008 wurden etwa 270 Dohlen, 50 Turmfalken und 35 Schleiereulen beringt. Als erste Kirche in Südthüringen erhielt die Bad Salzunger Stadtkirche im November 2008 die Auszeichnung Lebensraum Kirchturm des NABU. Auf dem Dachboden der Kirche befand sich zudem zeitweise eine Fledermauskolonie.
Nach der letzten Innenerneuerung wurde am 1. Advent 1998 wurde die Stadtkirche wieder eingeweiht.

## Baubeschreibung

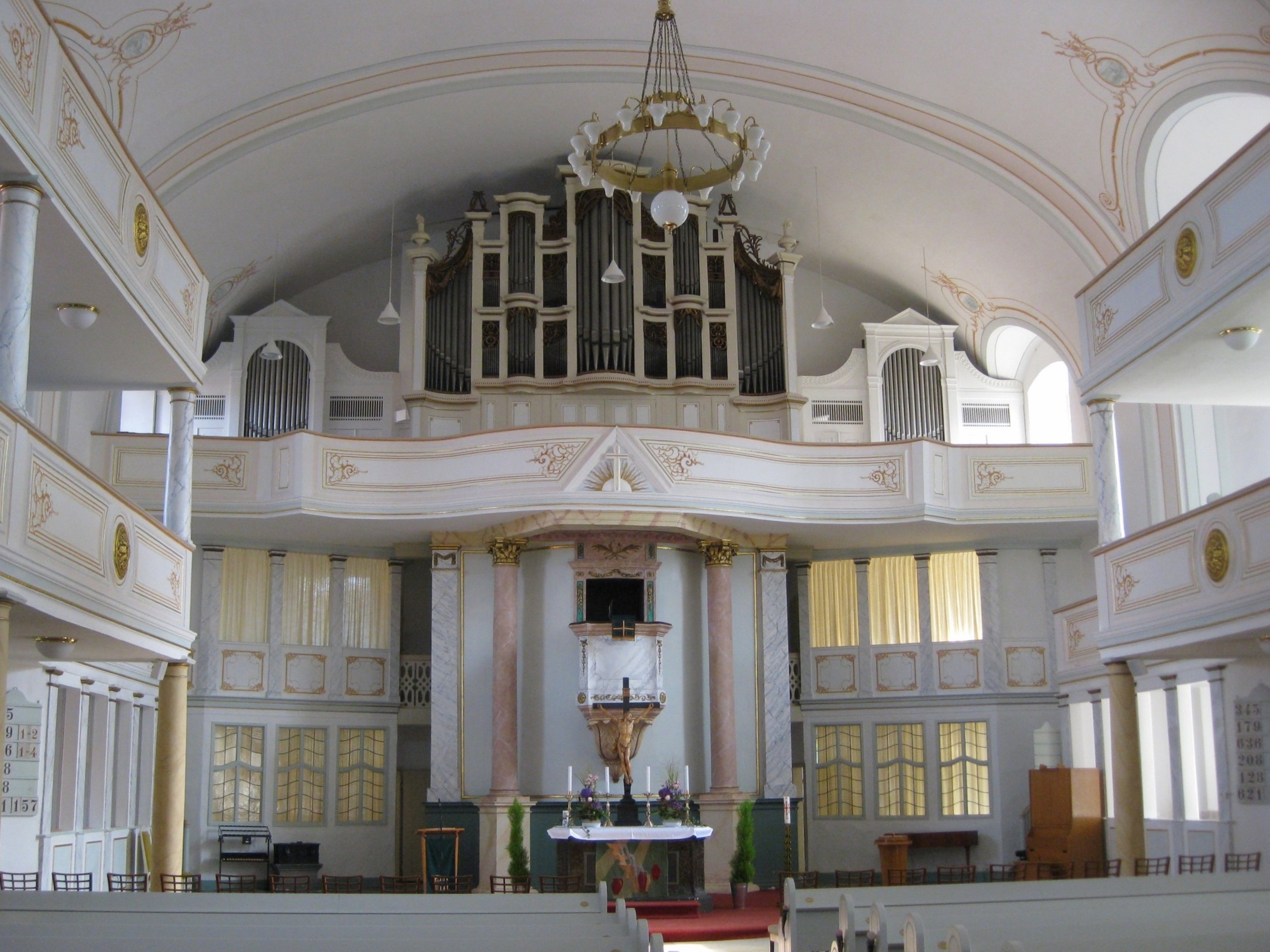
Innenansicht

Die Saalkirche wurde 1789–1791 oberhalb des Marktplatzes gebaut. Der Putzbau mit 5 Jochen hat im Osten den Glockenturm. Die Wände sind durch Risalite, Lisenen und übereinanderliegende Fenster gegliedert. Beim Umbau 1908–1909 wurde unter anderem die Flachdecke durch ein Gewölbe aus Rabitz ersetzt, das nunmehr das Innere der Stadtkirche prägt.
Der Innenraum ist klassizistisch gestaltet. Er hat doppelte Emporen und im Chor Logen. Im Osten wird er durch eine zweigeschossige Fensterfront seitlich des Kanzelaltars abgeschlossen. Darüber befindet sich die Orgelempore.
Zu beiden Seiten der Orgel wurden Bleiglasfenster eingebaut. Die Neuausmalung des Jahres 1925 übertünchte größtenteils die im Jugendstil durchgeführte Erneuerung. Bei der letzten Innenerneuerung wurde wieder ein heller Kirchenraum in Anlehnung an die Erneuerung der Jahre 1908/09 geschaffen.

## Glocken
Die älteste Glocke auf dem Turm ist die kleine Glocke. Mönche aus Reinsdorf gossen sie im 14. Jahrhundert mit einem Gewicht von fast 12 Zentnern. Die Kirchgemeinde Salzungen kaufte diese Marienglocke – Ave Maria gratia plena – mit der Tonhöhe gis zur Ergänzung des Geläutes im Jahr 1922 an. Nach dem Ersten Weltkrieg war im Turm nur noch die mittlere Glocke vorhanden, die 1791 mit einem Gewicht von 20 Zentnern von Christoph Peter aus Homburg in Hessen aus den Überresten der bei dem großen Stadtbrand des Jahres 1786 zerstörten Glocken gegossen worden war. Im Zweiten Weltkrieg wurde diese Bronzeglocke zusammen mit der großen Glocke, die erstmals 1851 gegossen und 1924 von der Glockengießerei Schilling mit einem Gewicht von 32 Zentnern neu geschaffen wurde, vom Turm geholt. Das Ende des Krieges bewahrte die mittlere Glocke vor dem Einschmelzen. Aus dem Glockenlager in Hamburg kehrte sie 1950 zurück. Am 29. Januar 1964 erfolgte der Neuguss einer 40 Zentner schweren großen Glocke in Apolda, die am 2. August 1964 in Benutzung genommen wurde. Somit war das Bronzegeläut mit dem Dreiklang cis – e – gis wieder vollständig.

## Ausstattung
Der Altar der Maria Magdalena ist schon vor dem Neubau nachweisbar.

## Orgel

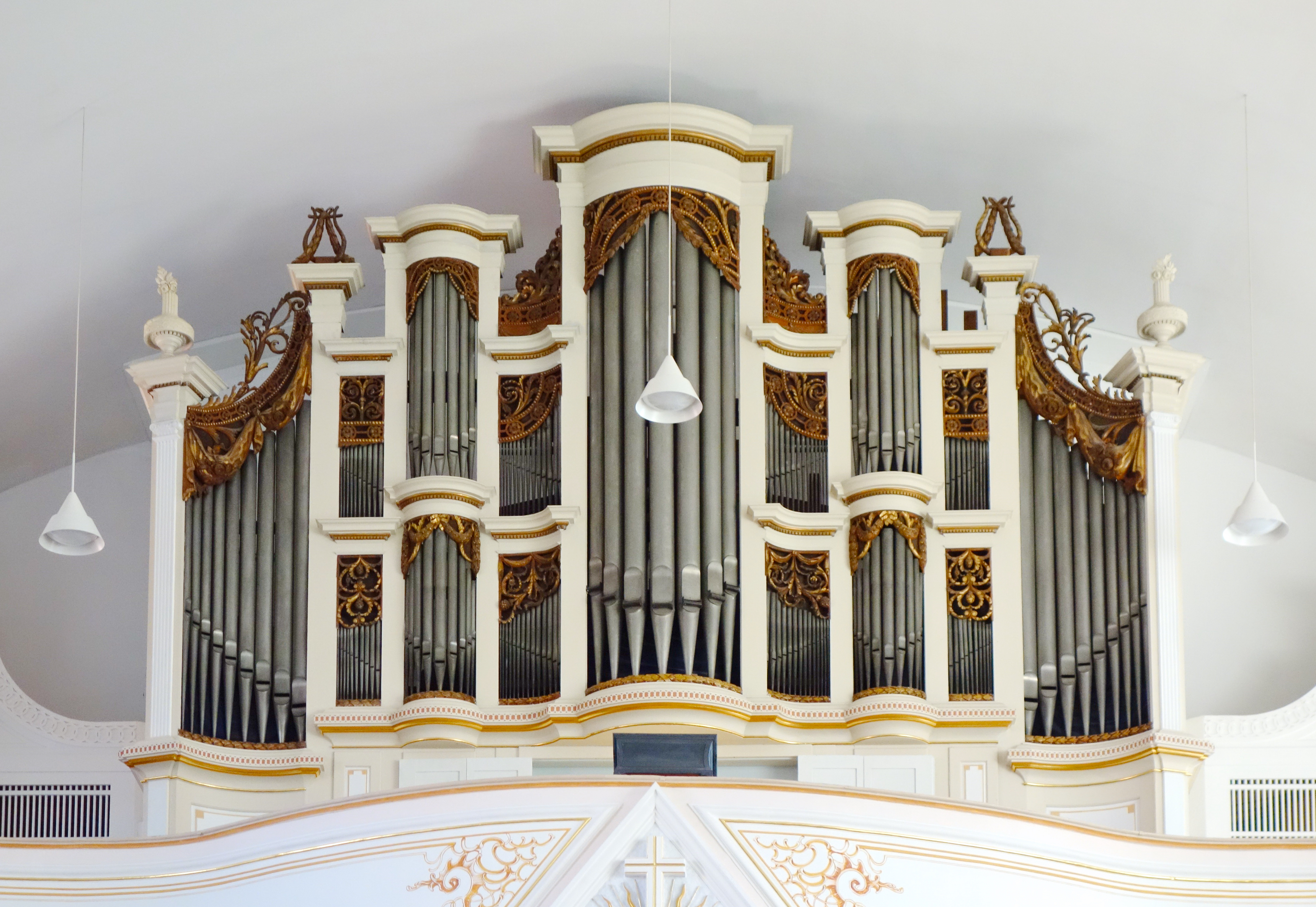
Sauer-Orgel im Gehäuse von Johann Caspar Holland

Die Orgel stiftete der Meininger Herzog Georg II. 1909 als Anerkennung für den Kirchenchor. Der Entwurf zum Instrument stammte von Max Reger, dem Thomaskantor Karl Straube und dem Frankfurter Orgelbauer Sauer. Das Kegelladen-Instrument mit der für seine Entstehungszeit typischen pneumatischen Traktur hat 41 Register auf drei Manualen und Pedal. Der Prospekt stammt noch von der vorigen Orgel, die der Orgelbauer Johann Caspar Holland gebaut hatte.
| I Hauptwerk C–g3 |                 |       |
| 01.              | Bordun          | 16′   |
| 02.              | Principal       | 8′    |
| 03.              | Flûte           | 8′    |
| 04.              | Rohrflöte       | 8′    |
| 05.              | Gemshorn        | 8′    |
| 06.              | Gambe           | 8′    |
| 07.              | Octave          | 4′    |
| 08.              | Rohrflöte       | 4′    |
| 09.              | Octave          | 2′    |
| 10.              | Cornett III–IV  |       |
| 11.              | Rauschquinte II | 2 ⁄3′ |
| 12.              | Trompete        | 8′    |

| II. Manualwerk C–g3 |              |     |
| 13.                 | Gedackt      | 16′ |
| 14.                 | Principal    | 8′  |
| 15.                 | Concertflöte | 8′  |
| 16.                 | Gedackt      | 8′  |
| 17.                 | Salicional   | 8′  |
| 18.                 | Praestant    | 4′  |
| 19.                 | Traversflöte | 4′  |
| 20.                 | Piccolo      | 2′  |
| 21.                 | Mixtur IV    |     |
| 22.                 | Oboe         | 8′  |

| III Schwellwerk C–g3 |                 |     |
| 23.                  | Liebl. Gedackt  | 16′ |
| 24.                  | Geigenprincipal | 8′  |
| 25.                  | Soloflöte       | 8′  |
| 26.                  | Quintatön       | 8′  |
| 27.                  | Aeoline         | 8′  |
| 28.                  | Voix celeste    | 8′  |
| 29.                  | Fugara          | 4′  |
| 30.                  | Fernflöte       | 4′  |
| 31.                  | Flautino        | 2′  |
| 32.                  | Schalmei        | 8′  |

| Pedalwerk C–f1 |           |         |
| 33.            | Principal | 16′     |
| 34.            | Subbass   | 16′     |
| 35.            | Violon    | 16′     |
| 36.            | Dulciana  | 16′     |
| 37.            | Quintbass | 10 2⁄3′ |
| 38.            | Octave    | 8′      |
| 39.            | Gedackt   | 8′      |
| 40.            | Cello     | 8′      |
| 41.            | Posaune   | 16′     |

- Koppeln: II/I, III/I, III/II, I/P, II/P, III/P
- 2 freie und 3 feste Kombinationen